# 潔絲慕音
潔絲慕音（英語：Jasmuheen，1957年—），本名愛倫·格雷夫（Ellen Greve），是一位「普拉納養份」的擁護者，亦即食氣者（breatharian），提倡不靠任何固體或流質食物過活的修行法。活躍於全球各地的新時代研討會，曾在泰國主持僻靜閉關，是目前世界最知名也最活躍的食氣指導者。
她從兩歲起就拒絕食肉，因為她清楚知道那並非身體健康所必要的；自1993年起，開始成為一名食氣者，並於日後成為研究食氣領域的先鋒導師。迄今出版二十本以上靈性書籍，其代表作為「食氣三部曲」：《眾神的食物》、《普拉納課程》、《與眾神共振》，也出版有聲書。

## 早年
潔絲慕音於1957年出生於澳洲的新南威爾斯，雙親是戰後的挪威移民。

## 相關著作
- 《眾神的食物：食氣三部曲1 （页面存档备份，存于）》
- 《普拉納課程：食氣三部曲2 （页面存档备份，存于）》
- 《與眾神共振：食氣三部曲3 （页面存档备份，存于）》
- 《眾神的食物》[1]（The Food of Gods - Divine Nutrition）
- 《普拉納養分－以光維生》（Pranic Nourishment － Living on Light （页面存档备份，存于））

## 註記
1. ↑  或譯《天賜養分：神的食物》

## 外部連結
- 2014年在台工作坊的相關網頁
- 人不吃飯可以活命嗎？果食者與果飲者之奇妙飲食方式 （页面存档备份，存于）
- 每個人都飢渴著什麼 （页面存档备份，存于）